# Yaohai
Yaohai (chiń. upr. 瑶海区; chiń. trad. 瑤海區; pinyin Yáohǎi Qū) – dzielnica miasta Hefei, stolicy prowincji Anhui, położonej we wschodnich Chinach. Liczba mieszkańców dzielnicy, według spisu ludności z listopada 2010 roku, wynosiła 902 830.